# Gunilla Marxer-Kranz

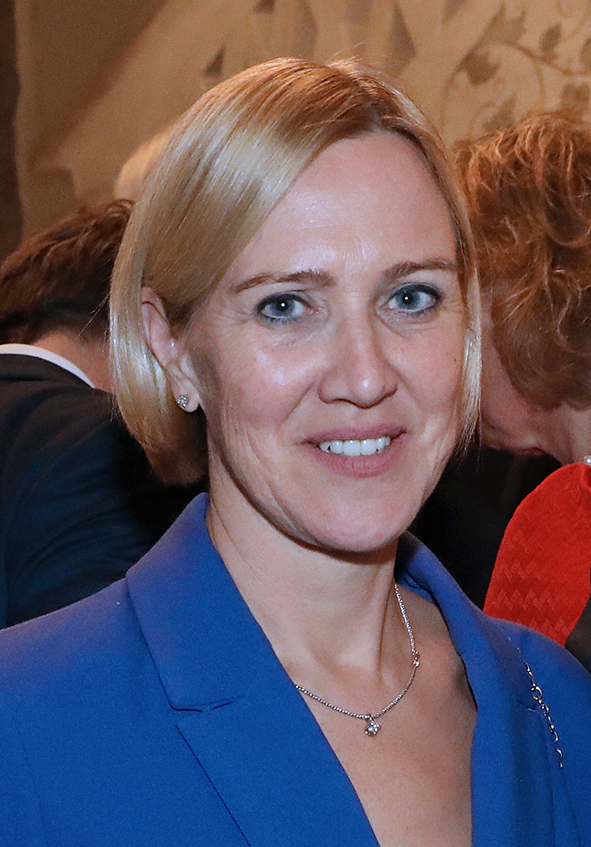
Gunilla Marxer-Kranz (2025)

Gunilla Marxer-Kranz (* 28. Mai 1972 in Walenstadt als Gunilla Kranz) ist eine liechtensteinische Politikerin (VU). Seit 2017 ist sie Abgeordnete im liechtensteinischen Landtag.

## Biografie
Marxer-Kranz wuchs mit einer Schwester auf und besuchte das Liechtensteinische Gymnasium in Vaduz. Danach studierte sie Rechtswissenschaften und besitzt das liechtensteinische Anwaltspatent. Seit 2014 arbeitet sie in Teilzeit als Juristin bei der Wirtschaftskammer Liechtenstein.
Bei der Landtagswahl in Liechtenstein 2017 wurde sie für die Vaterländische Union in den Landtag des Fürstentums Liechtenstein gewählt. Vor ihrer Wahl in den Landtag war sie nicht politisch aktiv. Innerhalb des Landtags bekleidete sie bis 2025 das Amt der Landtagsvizepräsidentin. Des Weiteren ist sie seit 2017 Mitglied des Präsidiums der Vaterländischen Union sowie Mitglied des Vorstands der VU-Ortsgruppe Eschen/Nendeln.
Marxer-Kranz ist verheiratet und hat zwei Söhne.